# (38397) 1999 RY193
1999 RY193 (asteroide 38397) é um asteroide da cintura principal. Possui uma excentricidade de 0.15006250 e uma inclinação de 4.83431º.
Este asteroide foi descoberto no dia 7 de setembro de 1999 por LINEAR em Socorro.